# Dan Hartley
Dan Hartley (Yorkshire, Inglaterra; febrero de 1974) es un cineasta inglés conocido sobre todo por su trabajo como cámara y en los departamentos técnicos de películas como las sagas de Harry Potter, Star Wars, Tomb Raider y otras.
Ha dirigido varios cortometrajes y un largometraje, Lad. A Yorkshire Story (2013), por la que ganó premios en los festivales internacionales de México, Anchorage, Rhode Island y en el WorldFest Houston, además de varias nominaciones en otros festivales como el Chicago International Film Festival.